# Blachlgraben
Der Blachlgraben ist ein gut 0,75 Kilometer langer Waldbach im Gebiet der Marktgemeinde Semriach im Bezirk Graz-Umgebung in der Steiermark. Er entspringt im östlichen Grazer Bergland und mündet von rechts kommend in den Maderbauergraben.

## Verlauf
Der Blachlgraben entsteht in einem Waldgebiet am Südhang des Draxlerkogels etwa 120 Meter östlich der Straße Am Hiening auf etwa 658 m ü. A.
Der Bach fließt anfangs nach Südosten, ehe er nach circa 80 Metern auf einen Südkurs schwenkt. Nach rund 180 Metern auf diesem Kurs biegt er nach Südosten ab, um einen nach Süden streichenden Ausläufer des Draxlerkogels zu umrunden. Auf diesem Kurs bleibt der Bach für etwa 130 Metern, ehe er mit seinem Lauf nach Südsüdosten schwenkt. Auf diesem Kurs bleibt er auch bis zu seiner Mündung. Dabei nimmt der Bachlgraben auch einen von rechts kommenden unbenannten Wasserlauf auf.  Der Bachlgraben fließt durch einen Graben, der sowohl im Osten als auch im Westen von nach Süden streichenden Ausläufern des Draxlerkogels gebildet wird.
Nach gut 0,75 Kilometer langem Lauf mündet der Bach mit einem mittleren Sohlgefälle von rund 15 % etwa 117 Höhenmetern etwa 80 Meter westlich der Semriacherstraße und rund 120 Meter westlich des Bauernhofes vulgo Jakelbauer in den Maderbauergraben.
Auf seinem Lauf nimmt der Blachlgraben einen unbenannten Wasserlauf auf.